# Martin-chasseur strié
Halcyon chelicuti
Espèce
Statut de conservation UICN

 LC  : Préoccupation mineure
Le Martin-chasseur strié (Halcyon chelicuti) est une espèce d'oiseau appartenant à la famille des Alcedinidae.
Cet oiseau vit en Afrique subsaharienne